# Synsepalum subcordatum
Synsepalum subcordatum är en tvåhjärtbladig växtart som beskrevs av De Wild. Synsepalum subcordatum ingår i släktet Synsepalum och familjen Sapotaceae. Inga underarter finns listade i Catalogue of Life.